# Monoplia
Monoplia is een kevergeslacht uit de familie van de boktorren (Cerambycidae). De wetenschappelijke naam van het geslacht werd voor het eerst geldig gepubliceerd in 1845 door Newman.

## Soorten
Monoplia is monotypisch en omvat slechts de volgende soort:
- Monoplia tetra Newman, 1845